# Tom Ellis (színművész)
Thomas John Ellis, ismertebb nevén Tom Ellis (Cardiff, 1978. november 17. –) walesi színész, legismertebb sorozatai a brit Miranda és az amerikai Lucifer az Újvilágban.

## Élete és pályafutása
A sheffieldi High Storrs School diákja volt, zeneszerető családban nőtt fel, kürtön játszott zenekarban. A Royal Conservatoire of Scotland konzervatóriumban színművészeti tanulmányokat folytatott.
Ismertebb szerepei közé tartozik Gary Preston a BBC Miranda című sorozatában Miranda Hart partnereként; Cenred király a Merlin kalandjaiban; Justyn a No Angels című sorozatban; valamint Thomas Milligan a Ki vagy, doki? Az utolsó időlord című epizódjában (harmadik új [29.] évad évadzáró epizódja). 2009-ben a Monday Monday című sorozatban játszott.
2015 februárjában bejelentették, hogy Ellis kapta meg Lucifer Morningstar szerepét a Lucifer az Újvilágban című amerikai sorozatban, mely a Lucifer című képregényen alapszik. A sorozat 2016 januárjában indult a FOX stúdió által, és 2019-ben a Netflix készítette el a negyedik évadot, majd berendelt egy ötödik, és egy hatodik (utolsó) évadot is.

## Filmográfia

### Film
| Év   | Magyar cím              | Eredeti cím              | Szerep      |
| ---- | ----------------------- | ------------------------ | ----------- |
| 2001 | Magas sarok, alvilág    | High Heels and Low Lifes | rendőr      |
| 2001 | Buhersereg              | Buffalo Soldiers         | Squash      |
| 2003 | Csak a zene             | I'll Be There            | Ivor        |
| 2004 | Vera Drake              | Vera Drake               | rendőr      |
| 2005 | Pasik, London, Szerelem | The Best Man             | vőlegény    |
| 2006 |                         | Calon Gaeth              | Edward      |
| 2008 | Last minute, bébi       | Miss Conception          | Zak         |
| 2019 | Hát nem romantikus?     | Isn't It Romantic        | Dr. Todd    |
| 2024 | Nem kispályás           | Players                  | Nick Russel |

### Televízió
| Év        | Magyar cím                       | Eredeti cím                                  | Szerep                                  | Megjegyzések                                 |
| --------- | -------------------------------- | -------------------------------------------- | --------------------------------------- | -------------------------------------------- |
| 2000      |                                  | Kiss Me Kate                                 | Ben                                     | 1 epizód                                     |
| 2001      |                                  | The Life and Adventures of Nicholas Nickleby | John Browdie                            | tévéfilm                                     |
| 2001–2002 |                                  | Nice Guy Eddie                               | Frank Bennett                           | főszereplő                                   |
| 2003      | Pollyanna                        | Pollyanna                                    | Timothy                                 | tévéfilm                                     |
| 2003      | Holby Városi Kórház              | Holby City                                   | David Jones                             | 1 epizód                                     |
| 2004      |                                  | Messiah III: The Promise                     | Dr. Phillip Ryder                       | 2 epizód                                     |
| 2005      |                                  | Much Ado About Nothing                       | Claudio                                 | 1 epizód                                     |
| 2005      | Kisvárosi gyilkosságok           | Midsomer Murders                             | Lee Smeeton                             | 1 epizód                                     |
| 2005      | Kísért a múlt                    | Waking the Dead                              | Harry Taylor                            | 1 epizód                                     |
| 2005–2006 |                                  | No Angels                                    | Justyn                                  | 4 epizód                                     |
| 2006      |                                  | EastEnders                                   | Dr. Oliver Cousins                      | 29 epizód                                    |
| 2006–2009 |                                  | The Catherine Tate Show                      | Sam Speed nyomozó                       | 3 epizód                                     |
| 2007      | Asszonymaffia (Halálos némberek) | Suburban Shootout                            | P.C. Haines                             | főszereplő                                   |
| 2007      | Ki vagy, doki?                   | Doctor Who                                   | Tom Milligan                            | 1 epizód                                     |
| 2008      |                                  | Trial & Retribution                          | Nick Fisher                             | 2 epizód                                     |
| 2008      | Harley Kórház                    | Harley Street                                | Dr Ross Jarvis                          | 4. epizód                                    |
| 2008      | Passió – Jézus szenvedése        | The Passion                                  | Fülöp apostol                           | 4. epizód                                    |
| 2009      |                                  | Monday Monday                                | Steven                                  | főszereplő                                   |
| 2009–2015 |                                  | Miranda                                      | Gary Preston                            | főszereplő                                   |
| 2010      |                                  | Dappers                                      | Marco                                   | 1 epizód                                     |
| 2010      | Merlin kalandjai                 | Merlin                                       | Cenred                                  | 4 epizód                                     |
| 2010      |                                  | Accused                                      | Neil                                    | 1 epizód                                     |
| 2011      |                                  | The Fades                                    | Mark Etches                             | főszereplő                                   |
| 2011      |                                  | Sugartown                                    | Max Burr                                | főszereplő                                   |
| 2012      |                                  | Gates                                        | Mark Pearson                            | 5 epizód                                     |
| 2012      |                                  | The Secret of Crickley Hall                  | Gabe Caleigh                            | minisorozat (3 epizód)                       |
| 2013      |                                  | Walking Stories                              | Jarrod                                  | rövidfilm                                    |
| 2013      | Agatha Christie: Poirot          | Agatha Christie's Poirot                     | Bland detektívfelügyelő                 | 1 epizód (Gloriett a hullának)               |
| 2013      | Egyszer volt, hol nem volt       | Once Upon a Time                             | Robin Hood                              | 1 epizód                                     |
| 2014      | Doktor Rush                      | Rush                                         | Dr. William Rush                        | főszereplő                                   |
| 2015      | The Strain – A kór               | The Strain                                   | Rob Bradley                             | 1 epizód (Személyazonosság)                  |
| 2016–2021 | Lucifer az Újvilágban            | Lucifer                                      | Lucifer Morningstar / Michael Demiurgos | főszereplő                                   |
| 2018      | Family Guy                       | Family Guy                                   | Oscar Wilde (hangja)                    | 1 epizód (V, mint rejtély)                   |
| 2018      |                                  | Queen America                                | Andy                                    | 2 epizód                                     |
| 2019      | Flash – A Villám                 | The Flash                                    | Lucifer Morningstar                     | 1 epizód (Végtelen világok válsága, 3. rész) |
| 2022      | Robotcsirke                      | Robot Chicken                                | Michelin ember (hangja)                 | 1 epizód                                     |
| 2022      | É-szakik                         | The Great North                              | Rick Chateau (hangja)                   | 1 epizód                                     |